# Louise-Fernande de Bourbon
 (janvier 2019).
Si vous disposez d'ouvrages ou d'articles de référence ou si vous connaissez des sites web de qualité traitant du thème abordé ici, merci de compléter l'article en donnant les références utiles à sa vérifiabilité et en les liant à la section « Notes et références ».
Titres
Princesse héritière d'Espagne
29 septembre 1833 – 20 mai 1849
(15 ans, 7 mois et 21 jours)
Princesse héritière d'Espagne
20 mai 1849 – 12 juillet 1850
(1 an, 1 mois et 22 jours)
Princesse héritière d'Espagne
12 juillet 1850 – 20 décembre 1851
(1 an, 5 mois et 8 jours)
Signature
Louise-Fernande de Bourbon, infante d'Espagne, est née à Madrid le 30 janvier 1832 et morte à Séville le 2 février 1897. Seconde fille du roi Ferdinand VII et de Marie-Christine de Bourbon-Siciles, elle est la sœur de la reine Isabelle II et son héritière entre 1833 et 1851. Elle est l'épouse du prince Antoine d'Orléans, duc de Montpensier, puis de Galliera, dernier fils du roi Louis-Philippe Ier. 
Le parc de Maria Luisa porte son nom. 

## Famille

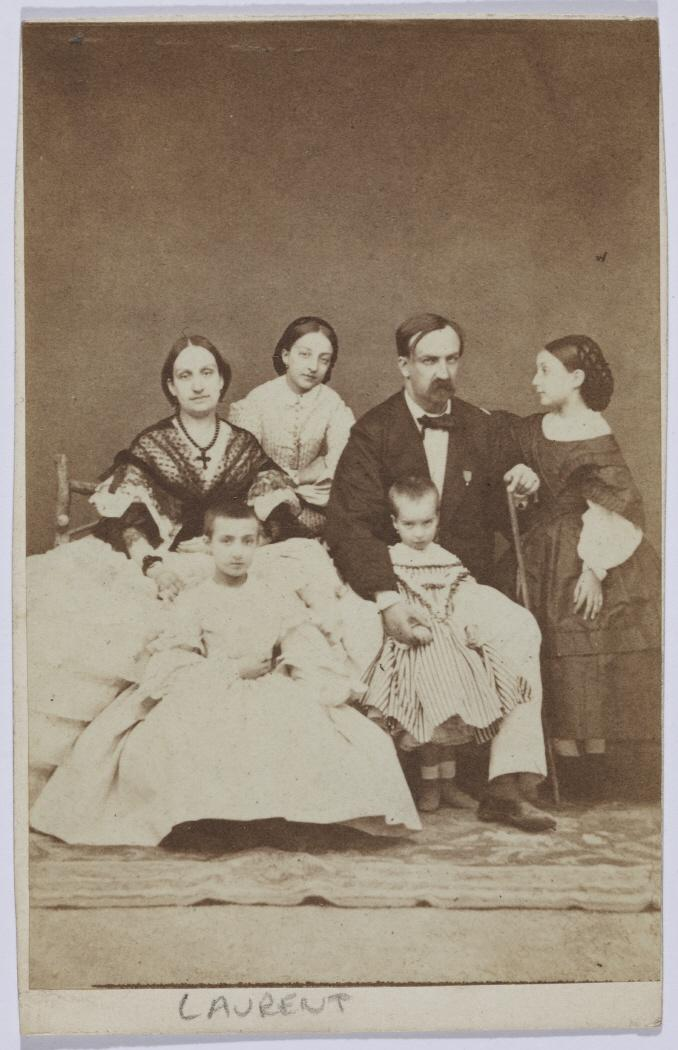
Le duc et la duchesse de Montpensier entourés de leurs quatre filles : Marie-Isabelle, Marie-Amélie, Marie-Christine et Maria de la Regla, vers 1860 par Jean Laurent.

L'infante Louise-Fernande d'Espagne est la fille cadette du roi Ferdinand VII (1784-1833) et de sa quatrième épouse Marie-Christine de Bourbon (1806-1878), princesse des Deux-Siciles. 
Le 10 octobre 1846, elle épouse Antoine d'Orléans (1824-1890), prince français et duc de Montpensier. Antoine est le dernier enfant du roi des Français Louis-Philippe Ier (1773-1850) et de son épouse Marie-Amélie de Bourbon (1782-1866), princesse des Deux-Siciles. Par les Bourbon-Siciles, le prince est également le cousin germain de la mère de Louise-Fernande.
Le couple a dix enfants, mais seulement six d’entre eux atteignent l’âge de quatorze ans, :
- Marie-Isabelle d’Orléans (1848-1919), qui épouse son cousin germain Philippe d’Orléans (1838-1894), comte de Paris et prétendant au trône de France sous le nom de Philippe VII ;
- Marie-Amélie d'Orléans (1851-1870) ;
- Marie-Christine d’Orléans (1852-1879), qui se fiance au roi Alphonse XII d’Espagne après la mort de sa jeune sœur Mercedes mais qui meurt avant la célébration des noces ;
- Marie de la Regla d’Orléans (1856-1861) ;
- un enfant mort-né le 31 mars 1857[4] ;
- Ferdinand d’Orléans (1859-1873) ;
- Marie de las Mercedes d’Orléans (1860-1878), qui épouse son cousin germain le roi Alphonse XII d’Espagne mais meurt avant d’avoir donné au roi un enfant ;
- Philippe-Raymond- Marie d’Orléans (1862-1864) ;
- Antoine d’Orléans (1866-1930), infant d’Espagne et duc de Galliera (en Italie), qui s’unit à sa cousine germaine l’infante Marie-Eulalie d’Espagne (1864-1958), fille de la reine Isabelle II. Volage et dépensier, le duc de Galliera a notamment pour maîtresse Marie-Louise Le Manac'h ;
- Louis-Marie-Philippe-Antoine d’Orléans (1867-1874).

## Descendance
Parmi ces enfants, il n'y a que deux ont survécu jusqu'à l'âge adulte : Marie Isabelle et Antoine. 
C'est par l'intermédiaire d'Antoine que la lignée familiale se poursuit encore. Néanmoins, les petits-enfants de l'infant Alphonse (fils d'Antoine) perdent le statut royal par l'intermédiaire de mariages non dynastiques.  Don Alfonso Francesco de Orléans-Borbón y Ferarra-Pignatelli est l'actuel duc de Galliera et l'arrière-petit-fils d'Alphonse. 
Pour ce qui est de Marie Isabelle, elle devint, par son intermédiaire, l'arrière-grand-mère du roi Manuel II du Portugal, d'Amédée, duc d'Aoste, d'Aimone, duc de Spolète, et de Luis Filipe, duc de Bragance. Elle est aussi l'arrière-arrière-grand-mère de Juan Carlos Ier d'Espagne et d'Henri, comte de Paris.

## Titulature et décorations

### Titulature
- 30 janvier 1832 - 10 octobre 1846 : Son Altesse royale Louise-Fernande de Borbón y Borbón, infante d'Espagne ;
- 10 octobre 1846 - 9 décembre 1888 : Son Altesse royale la duchesse de Montpensier, infante d'Espagne ;
- 9 décembre 1888 - 4 juillet 1890 : Son Altesse royale la duchesse de Montpensier et de Galliera, infante d'Espagne ;
- 4 juillet 1890 - 2 février 1897 : Son Altesse royale la duchesse douairière de Montpensier, infante d'Espagne ;

### Décorations dynastiques
- Dame d'honneur de l'ordre de Thérèse (royaume de Bavière)
- Dame de l'ordre de la Reine Marie-Louise (royaume d'Espagne, 30 janvier 1832)
- Dame de l'ordre de la Croix étoilée (maison de Habsbourg)
- Grand-croix honoraire de l'ordre de Sainte-Isabelle (royaume de Portugal)